# Hesperaloe tenuifolia
Hesperaloe tenuifolia là một loài thực vật có hoa trong họ Măng tây. Loài này được G.D.Starr mô tả khoa học đầu tiên năm 1997.